# Грипари, Пьер
Пьер Грипари́ (фр. Pierre Gripari; 7 января 1925, Париж — 23 декабря 1990, там же) — французский писатель, поэт, драматург. Наиболее известен как автор произведений для детей, среди которых особенно популярны «Сказки улицы Брока».

## Биография и творчество
Пьер Грипари родился в 1925 году в Париже и провёл в этом городе всю жизнь. Его отец, инженер, был греческого происхождения; мать, родом из Руана, работала в Париже парикмахером и считалась медиумом. Оба были масонами и практиковали спиритизм. Сам Грипари называл себя «сыном ведьмы-викинга и греческого мага».
Пьер учился в частной школе, затем посещал лицей Бюффона. В 1941 году умерла его мать; в 1944 погиб отец. Пьер бросил учёбу и начал подрабатывать: сельскохозяйственным рабочим, письмоводителем нотариуса, классным надзирателем, пианистом. С 1946 по 1949 год служил добровольцем в воздушно-десантных войсках. Демобилизовавшись, вернулся в Париж и с 1950 по 1957 год был представителем нефтяной корпорации Mobil Oil во Всеобщей конфедерации труда.
В 1957 году Грипари бросил работу, чтобы посвятить себя литературе: с семилетнего возраста он мечтал стать писателем. Опубликовать написанное ему не удаётся; он устраивается работать библиотекарем в Национальный центр научных исследований, но в то же время продолжает писать, преимущественно пьесы и рассказы. В 1962 году пьеса «Lieutenant Tenant» принесла Грипари первый успех, а в 1963 году издательство La Table ronde опубликовало его автобиографию «Pierrot la lune». Полученный гонорар позволил ему уволиться из НЦНИ и сосредоточиться на литературном творчестве.
Повторить успех долгое время не удавалось; Грипари отказывали семнадцать издательств. Наконец, 1974 год стал началом его долговременного сотрудничества с издательством L'Âge d’Homme, возглавляемым Владимиром Димитрие́вичем. Плодовитый автор, Грипари пробовал себя во всех жанрах: роман, рассказ, драма, поэзия, эссе, литературная критика и т. п. И во всех этих жанрах, по его собственным словам, присутствовали, в разных пропорциях, одни и те же элементы: «лиризм, исповедальность, юмор, фантастика, сатира». Грипари не примыкал ни к каким литературным течениям, создавая собственный мир фантастических аллегорий и причудливых образов. В «L’arrière monde et autres diableries» (1972) он писал: «Меня интересуют только те истории, о которых я с самого начала могу быть уверен, что они никогда не происходили, не произойдут и не могут произойти».
Особое место в творчестве Грипари занимают произведения для детей. В 1967 году он опубликовал «Сказки улицы Брока»: волшебные истории, в которых необыкновенные события происходят в обычном квартале современного Парижа, а в числе персонажей — ведьмы и феи наряду с детьми местных иммигрантов. Первое издание прошло незамеченным, однако переиздание «Сказок» в 1973 году оказалось чрезвычайно успешным и востребованным у юных читателей. Сборник неоднократно переиздавался, приобрёл огромную популярность и впоследствии переводился на немецкий, итальянский, греческий, польский, венгерский, японский и другие языки. Русский перевод Михаила Яснова (2000) был отмечен Почётным дипломом Международного Совета по детской и юношеской книге. За «Сказками» последовали другие детские книги — «Histoire du Prince Pipo» (1976), «Les Contes de la Folie -Méricourt» (1983), «Patrouille du conte» (1983), «Jean-Yves à qui rien n’arrive» (1985) и др. — принесшие Грипари славу детского писателя.
Пьер Грипари — лауреат ряда литературных премий. В 1976 году ему была присуждена Премия Вольтера за совокупность творчества. Две его книги — «Moi, Mitounet-Joli» и «Contes cuistres» — были отмечены премиями Французской Академии.
В жизни Грипари был незаурядной и противоречивой личностью. Его взгляды и убеждения неоднократно менялись на протяжении всей его жизни; от сочувствия коммунизму он перешёл к правому радикализму; провозглашал себя женоненавистником (Грипари был открытым гомосексуалом), антисемитом (или, скорее, антисионистом и «антииудаистом») и расистом. Будучи высокоэрудированным интеллектуалом, Грипари входил в международную организацию Менса; участвовал в работе Группы исследований европейской цивилизации и редакционного совета издаваемого ей журнала Nouvelle École. Равнодушный к материальным ценностям, вёл предельно скромную, почти нищенскую жизнь, «чтобы не идти на сделки с совестью». Отношение современников к Грипари было неоднозначным; сам он называл себя «марсианином, чуждым земному миру и наблюдающим за миром людей с весёлым любопытством».
Пьер Грипари умер 23 декабря 1990 года в парижской больнице Сен-Жозеф после хирургической операции. Кремирован 4 января 1991 года; его прах развеян на кладбище Пер-Лашез.